# NGC 2909
NGC 2909 este o galaxie situată în constelația Ursa Mare. A fost descoperită în 12 martie 1828 de către John Herschel.